# Lijst van spelers van SK Brann
Deze lijst omvat voetballers die bij de Noorse voetbalclub SK Brann spelen of gespeeld hebben. De spelers zijn alfabetisch gerangschikt.

## A
- Steinar Aase
- Per Egil Ahlsen
- Yaw Amankwah
- Aleksander Andersen
- Bjørn Andersen
- Trygve Andersen
- Petter Andreassen
- Martin Andresen
- Egil Austbø
- Rodolph Austin

## B
- Vidar Bahus
- Eirik Bakke
- Marcus Bakke
- Lars Bakkerud
- Jörn Berge
- Gjert Berntsen
- Finn Berstad
- Ólafur Bjarnason
- Joachim Björklund
- Ármann Björnsson
- Henrik Björnstad
- Hans Martin Brandtun
- Geirmund Brendesaeter
- Jan Brudvik

## D
- Björn Dahl
- Ingvar Dalhaug
- Filip Delaveris
- Njogu Demba-Nyren
- Redouane Drici

## E
- Claus Eftevaag
- Gylfi Einarsson
- Hassan El Fakiri
- Christoffer Eliassen
- Ketil Elvenes
- Leif Eriksen
- Rolf Vevle Eriksen
- Kaj Eskelinen
- Arnfinn Espeseth

## F
- Marek Filipczak
- Tore André Flo
- Roar Fredriksen
- Lennart Fridh
- Petter Furuseth

## G
- Ardian Gashi
- Thomas Gill
- Anders Giske
- Cato Grönnern
- Bjarki Gunnlaugsson
- Cato Guntveit
- Diego Gustavino
- Ágúst Gylfason

## H
- Sten Haberg
- Tore Hadler-Olsen
- Per Haftorsen
- Joachim Hagabakken
- Cato Hansen
- Endre Hansen
- Oddvar Hansen
- Patrik Hansson
- Erlend Hanstveit
- Steffen Haraldsen
- Ken Hasle
- Geir Hasund
- Helge Haugen
- Bjarte Haugsdal
- Michael Helegbe
- Roger Helland
- Thorstein Helstad
- André Herfindal
- Arild Hetleøen
- Hugo Hofstad
- Martin Hollund
- Björnar Holmvik
- Göran Holter
- Erik Huseklepp

## I
- John Indrebö
- Eivind Iversen

## J
- Tijan Jaiteh
- Roald Jensen
- Sondre Jensen
- Erik Johannessen
- Trygve Johannessen
- Erlend Johansen
- Magnus Johansson
- Bjarne Johnsen
- John Johnsen
- Markus Jonsson
- Jonas Jonsson
- Sævar Jónsson
- Jacinto Júnior

## K
- Christian Kalvenes
- Azar Karadas
- Eivind Karlsbakk
- Helge Karlsen
- Magnus Kihlstedt
- Torbjörn Kjerrgard
- Kjeld Kjos
- Fredrik Klock
- Tommy Knarvik
- Martin Knudsen
- Morten Kolseth
- Tommy Kolseth
- Kaare Kongsvik
- Zsolt Korcsmár
- Mika Kottila
- Morten Kristiansen
- Birkir Kristinsson
- Stig Krohn Haaland
- Jan Kruse
- Raymond Kvisvik

## L
- Vegar Landro
- Frode Larsen
- Thomas Lee
- Kjetil Løvvik
- Inge Ludvigsen
- Per-Ove Ludvigsen
- Trond Ludvigsen
- Thomas Lund
- Herbert Lunde
- Claus Lundekvam

## M
- Dylan Macallister
- Anthony Magnacca
- Sindre Marøy
- Migen Memelli
- Charlie Miller
- Nicolay Misje
- Erik Mjelde
- Mons Ivar Mjelde
- Kjell Erik Mjös
- Daniel Moen
- Petter Vaagan Moen
- Jørgen Mohus
- Lars Moldestad
- Arnaud Monkam
- Per Mordt
- Trevor Morley
- Marek Motyka
- Arne Møller
- Mathias Møvik
- Espen Musæus

## N
- Toni Nhleko
- David Nielsen
- Trond Nordeide
- Roger Nordstrand
- Gunnar Norebö
- Kjetil Norland
- Runar Normann
- Per Nybö

## O
- Pal Ökland
- Seyi Olofinjana
- Alexander Olsen
- Erik Olsen
- Kjell Olsen
- Thor Olsen
- Kristian Onstad
- Håkon Opdal
- Jan Tore Ophaug
- Odd Oppedal

## P
- Stefan Paldan
- Roald Paulsen
- Jan Ove Pedersen
- Morten Pedersen
- Rolf Pedersen
- Tore Pedersen
- Morten Pettersen
- Martin Pušić

## R
- Tomas Ražanauskas
- Öyvind Rössevold
- Einar Roth
- Ivar Rønningen

## S
- Svante Samuelsson
- Arne Sandstø
- Tom Sanne
- Bengt Sæternes
- Birkir Sævarsson
- Paul Scharner
- Bjarni Sigurdsson
- Kristján Sigurdsson
- Joakim Sjöhage
- Boye Skistad
- Eirik Skjaelaaen
- Erik Soler
- Alonso Solís
- Jan Gunnar Solli
- Trond Soltvedt
- Ragnvald Soma
- Arild Stavrum
- Erlend Storesund
- Kenneth Storvik
- Frank Strandli
- Maynor Suazo

## T
- Asbjörn Tenden
- Steinar Tenden
- Sergei Terehhov
- Johan Thorbjörnsen
- Ólafur Thórdarson
- Stefán Thórdarson
- Michael Thwaite
- Atle Torvanger
- Bjørn Tronstad

## U
- Kenneth Udjus
- Egil Ulfstein

## V
- Alex Valencia
- Geir Valland
- Arne Vidar Moen
- Rune Vindheim

## W
- Arve Walde
- Haakon Walde
- Knut Walde
- Joachim Walltin
- Roy Wassberg
- Sigurd Wathne
- Rhonny Westad
- Robbie Winters

## Y
- Harri Ylönen
- Kristian Ystaas

## Z
- Janez Zavrl

Clubs: Aalesunds FK · Alta IF · SK Brann · Bryne FK ·  Fredrikstad FK · FK Haugesund · Hønefoss BK · Kongsvinger IL · Lillestrøm SK · FC Lyn Oslo · Molde FK · Moss FK · Odd Grenland · Rosenborg BK · Stabæk Fotball · IK Start · Strømsgodset IF · Tromsø IL · Vålerenga IF ·  Viking FK

Lijsten van voetballers van Noorse clubs: Aalesunds FK · Alta IF · SK Brann · Bryne FK · Fredrikstad FK · FK Haugesund · Hønefoss BK · Kongsvinger IL · Lillestrøm SK · FC Lyn Oslo · Molde FK · Moss FK · Odd Grenland · Rosenborg BK · Stabæk Fotball · IK Start · Strømsgodset IF · Tromsø IL · Vålerenga IF · Viking FK